# 400 meter häck för herrar i friidrott vid olympiska sommarspelen 1972
400 meter häck för herrar vid olympiska sommarspelen 1972 i München avgjordes 31 augusti-2 september. 

## Medaljörer
| Gren       | Guld                 | Guld  | Silver         | Silver | Brons                      | Brons |
| 400 m häck | John Akii-Bua Uganda | 47,82 | Ralph Mann USA | 48,51  | Dave Hemery Storbritannien | 48,52 |

## Resultat
- Q innebär avancemang utifrån placering i heatet.
- q innebär avancemang utifrån total placering.
- DNS innebär att personen inte startade.
- DNF innebär att personen inte fullföljde.
- DQ innebär diskvalificering.
- NR innebär nationellt rekord.
- OR innebär olympiskt rekord.
- WR innebär världsrekord.
- WJR innebär världsrekord för juniorer
- AR innebär världsdelsrekord (area record)
- PB innebär personligt rekord.
- SB innebär säsongsbästa.

### Heat
Heat ett
| Placering | Namn                       | Nationalitet  | Tid   |
| --------- | -------------------------- | ------------- | ----- |
| 1         | Dieter Büttner             | Västtyskland  | 49,78 |
| 2         | Viktor Savtjenko           | Sovjetunionen | 49.90 |
| 3         | Jean-Pierre Corval         | Frankrike     | 50.15 |
| 4         | Tadeusz Kulczycki          | Polen         | 50.19 |
| 5         | Manuel Soriano             | Spanien       | 50.88 |
| 6         | Fatwell Kimaiyo            | Kenya         | 51.23 |
| 7         | Roberto Frinolli           | Italien       | 51.69 |
| 8         | Jean-Aimé Randrianalijaona | Madagaskar    | 52.75 |

Heat två
| Placering | Namn                 | Nationalitet   | Tid   |
| --------- | -------------------- | -------------- | ----- |
| 1         | Dave Hemery          | Storbritannien | 49,72 |
| 2         | Gary Knoke           | Australien     | 50.10 |
| 3         | Jurij Zorin          | Sovjetunionen  | 50.35 |
| 4         | Bill Koskei          | Kenya          | 50.58 |
| 5         | Giorgio Ballati      | Italien        | 50.90 |
| 6         | José Jacinto Hidalgo | Venezuela      | 54.00 |
| 7         | Norman Brinkworth    | Pakistan       | 54.67 |

Heat tre
| Placering | Namn                   | Nationalitet | Tid   |
| --------- | ---------------------- | ------------ | ----- |
| 1         | Christian Rudolph      | Östtyskland  | 50,00 |
| 2         | Ralph Mann             | USA          | 50.18 |
| 3         | Rainer Schubert        | Västtyskland | 50.23 |
| 4         | Ari Salin              | Finland      | 50.45 |
| 5         | Jean-Pierre Perrinelle | Frankrike    | 51.81 |
| 6         | José Carvalho          | Portugal     | 52.64 |
| 7         | Hassan Bergaoui        | Tunisien     | 53.70 |

Heat fyra
| Placering | Namn                 | Nationalitet    | Tid   |
| --------- | -------------------- | --------------- | ----- |
| 1         | John Akii-Bua        | Uganda          | 50,35 |
| 2         | Stavros Tziortzis    | Grekland        | 50.54 |
| 3         | Ivan Daniš           | Tjeckoslovakien | 50.62 |
| 4         | Bruce Field          | Australien      | 51.46 |
| 5         | Hansjörg Wirz        | Schweiz         | 52.34 |
| 6         | Dick Bruggeman       | USA             | 54.36 |
| 7         | Julio Ferrer         | Puerto Rico     | 54.83 |
| -         | Francisco Rojas Soto | Paraguay        | DNS   |

Heat fem
| Placering | Namn                | Nationalitet    | Tid   |
| --------- | ------------------- | --------------- | ----- |
| 1         | Jevgenij Gavrilenko | Sovjetunionen   | 49,73 |
| 2         | Jim Seymour         | USA             | 49.81 |
| 3         | Rolf Ziegler        | Västtyskland    | 50.17 |
| 4         | Roger Johnson       | Nya Zeeland     | 50.48 |
| 5         | Mike Murei          | Kenya           | 51.63 |
| 6         | Lee Chung-Ping      | Republiken Kina | 52.61 |
| 7         | Gladstone Agbamu    | Nigeria         | 53.68 |
| -         | John Sherwood       | Storbritannien  | DNF   |

### Semifinaler
Heat ett
| Placering | Namn               | Nationalitet    | Tid   |
| --------- | ------------------ | --------------- | ----- |
| 1         | John Akii-Bua      | Uganda          | 49,25 |
| 2         | Ralph Mann         | USA             | 49.53 |
| 3         | Dave Hemery        | Storbritannien  | 49.66 |
| 4         | Rainer Schubert    | Västtyskland    | 49.80 |
| 5         | Rolf Ziegler       | Västtyskland    | 49.88 |
| 6         | Ivan Daniš         | Tjeckoslovakien | 50.01 |
| 7         | Viktor Savtjenko   | Sovjetunionen   | 50.28 |
| 8         | Jean-Pierre Corval | Frankrike       | 50.75 |

Heat två
| Placering | Namn                | Nationalitet  | Tid   |
| --------- | ------------------- | ------------- | ----- |
| 1         | Jim Seymour         | USA           | 49,33 |
| 2         | Jevgenij Gavrilenko | Sovjetunionen | 49.34 |
| 3         | Jurij Zorin         | Sovjetunionen | 49.60 |
| 4         | Stavros Tziortzis   | Grekland      | 50.06 |
| 5         | Tadeusz Kulczycki   | Polen         | 50.80 |
| 6         | Gary Knoke          | Australien    | 52.79 |
| -         | Christian Rudolph   | Östtyskland   | DNF   |
| -         | Dieter Büttner      | Västtyskland  | DNF   |

### Final
| Placering | Namn                | Nationalitet   | Tid   | Noteringar |
| --------- | ------------------- | -------------- | ----- | ---------- |
| 1         | John Akii-Bua       | Uganda         | 47,82 | WR         |
| 2         | Ralph Mann          | USA            | 48,51 |            |
| 3         | Dave Hemery         | Storbritannien | 48,52 |            |
| 4         | Jim Seymour         | USA            | 48,64 |            |
| 5         | Rainer Schubert     | Västtyskland   | 49,65 |            |
| 6T        | Jevgenij Gavrilenko | Sovjetunionen  | 49,66 |            |
| 6T        | Stavros Tziortzis   | Grekland       | 49,66 |            |
| 8         | Jurij Zorin         | Sovjetunionen  | 50,25 |            |

* Wind assisted